# La Critique
Ne doit pas être confondu avec Critique (revue).
Pour les articles homonymes, voir Critique.
La Critique est une publication périodique littéraire et artistique française fondée par Georges Bans en 1895 et disparue en 1920.

## Histoire du support
Le 5 mars 1895 sort le premier numéro de La Critique, avec pour adresse le 50 boulevard de La Tour-Maubourg à Paris, qui se présente comme un bimensuel. Le directeur est Georges Bans, journaliste et aéronaute et le rédacteur en chef est Paul Rouget. L'équipe des premiers rédacteurs indique Alcanter de Brahm, Émile Straus, Lucien Cortambert, Henri Duvernois. Le prix de vente est de 25 centimes pour 8 pages illustrées parfois de croquis signés Marc Mouclier, également l'auteur du titre. Par la suite, Rouget est remplacé par Émile Straus qui y signe par ailleurs sous le pseudonyme de Papyrus.
La profession de foi publiée dans ce numéro d'ouverture annonce que « La Critique s'occupe de toutes les manifestations esthétiques (...), favorisera les jeunes talents (...), et ne se pose pas en concurrence des revues ». Les centres d'intérêt — musique, théâtre, littérature, expositions d'art —, embrassent en fait toutes les formes littéraires et artistiques, avec une tendance moderniste affirmée, prenant ses distances par rapport à certains aspects de l'école symboliste et du décadentisme fin-de-siècle, et accueillant, avec énergie, l'émergence de l'Art nouveau. Le dynamisme de cette « petite revue », telle que l'identifia Remy de Gourmont parmi d'autres, repose essentiellement sur Straus, personnage érudit et passionné d'estampes et d'images nouvelles, qui fit ses armes au Nouvel Écho, journal littéraire et dramatique illustré (1892-1894). Rapidement, La Critique offre à ses lecteurs des suppléments sous la forme d'affiches lithographiées originales conçues bien souvent par de jeunes artistes. Outre Mouclier, sont conviés Cazals, Hans Christiansen, Édouard Couturier, Eugène Delabre, Henry Detouche,  Georges Durangel, Georges d'Espagnat, Désiré Fortoul, Alfred Jarry, Jossot, Alice Kaub, Léon Lebègue, Noé Legrand (dont la composition est interdite en 1898 pour « indécence »), Misti, Edward Munch, Paul Ranson, Louis John Rhead, Raoul Thomen, Louis Valtat, Pierre-Eugène Vibert,... Un recueil de ces planches est publié chaque année de 1896 à 1899 sous la forme de l'Almanach Georges Bans, puis dans L'Album des iconophiles.
Sur le plan des idées, périodique engagé voire polémiste, La Critique n'hésite pas à mobiliser ses lecteurs et son cercle d'amis, par exemple, sur les questions du droit à la critique, de la propriété intellectuelle, ou dans le cadre de l'affaire Dreyfus, Bans affichant dès 1898 le parti du capitaine en soutenant Émile Zola ; ou encore en défendant le travail d'Hector Guimard. En 1900, Bans affirme que « La Critique doit être la contrepartie de la Revue des Deux Mondes. Elle doit représenter la jeunesse, les opinions libres, l’esprit nouveau ». À partir de mai 1902, la revue, réaffirmant ses ambitions, se définit avec un nouveau sous-titre, devenant La Critique illustrée, internationale, indépendante, des arts et de la littérature. Cette même année, La Critique, militant pour une architecture nouvelle et sociale, lance le comité de la « Société Le Nouveau Paris », dont les statuts sont publiés en mai 1903, et se constituant autour de la figure de Frantz Jourdain,. En 1904, la périodicité devient mensuelle, la pagination augmente et le prix passe à 50 centimes.
Entre octobre 1896 et février 1899, la revue L'Omnibus de Corinthe dirigée par Mouclier constitue un supplément de La Critique.
Après la mort de Bans en 1913 et 294 numéros, Straus assure la direction de la revue aux côtés d'Albert Coutaud. Un dernier numéro sort en juin 1920.

## Annexe